# 여행 프로젝트
여행 프로젝트(女幸-, women friendly city project)란 서울특별시에서 2007년 7월부터 추진하고 있는 “여성이 행복한 서울 만들기 프로젝트”의 줄임말로서, “여성이 행복하면 모두가 행복하다”는 슬로건 아래 여성의 시각과 경험을 기존의 여성가족 분야 뿐만 아니라 교통·주택·문화 등 도시생활 전반에 결쳐 정책기획, 입안단계부터 반영하는 민선 4기 서울시의 새로운 여성정책명이다.
서울특별시는 지방정부차원에서 처음으로 여성의 실생활과 관련된 사업중심의 여행프로젝트를 통해 그동안 해왔던 보육, 소외여성보호, 일자리창출을 비롯하여 도시생활의 편리함, 문화적 넉넉함까지 아우르는 90개 사업을 추진하고 있다.
지난 2009년 3월 3일에는 53차 UN 여성지위위원회(Commission on the Status of Women : CSW) 본회의가 열리고 있는 미국 뉴욕 유엔본부에서 ‘여성이 행복한 도시 프로젝트(女幸 프로젝트)’의 성과와 여행동반자를 통해 구축한 젠더거버넌스 모델을 국제사회에 알리고 국제기구 전문가 및 관련 학계전문가, 해외 대도시 여성정책 전문가들 앞에서 사례를 발표했다. 2009년 6월 23일에는 2010 UN 공공행정 대상을 수상하였다.

## 사업내역
여행프로젝트는 5개 분야(돌봄, 일자리, 안전, 편리, 넉넉함)의 90개 사업을 진행하고 있으며, 여행화장실, 여행 길, 여행콜택시(안심귀가서비스), 여행공원, 여행아파트, 서울형 어린이집, 엄마가 신났다, 초등학교 급식도우미 등을 9대 대표사업으로 선정하여 집중적으로 추진하고 있다.
- 돌보는 서울
집에서 아이를 돌보는 엄마들을 위한 영유아플라자 설치,초등학교 저학년 학부모들의 급식당번 고민을 덜어줄 초등학교 급식도우미 등 16개 사업을 운영. 특히 육아경험이 없어 자녀양육에 어려움을 겪고 있는 젊은 엄마들을 위해 서울시는 2010년까지 모든 자치구에 영유아플라자를 설치·운영한다.
- 일있는 서울
일자리와 근무환경 개선을 위해 맘프러너 창업스쿨, 맞춤형 여성 직업교육 확대 등 12개 사업.
- 넉넉한 서울
놀이방 설치와 같은 문화시설 여성편의시설 개선사업과 가족이 함께 할 수 있는 문화프로그램 운영 등 16개 사업.
- 안전한 서울
여성을 위한 콜택시 운영, 여성친화적 뉴타운 건설 등 9개 사업.
- 편리한 서울
공공시설의 여성화장실 변기수 확충 및 편의시설 개선과 여성 우선주차구획 설치 등 37개 사업.

## 영유아 플라자
영유아플라자는 여행프로젝트 사업의 일환으로 운영되고 있는 보육 토탈서비스 센터다. 통폐합된 동사무소, 보육정보센터를 활용하여 보건소, 병원, 보육시설, 어린이도서관, 아동센터 등 전문기관 연계 서비스를 제공한다. 2007년 현재 서울특별시 내에 4개소(강동, 동작, 도봉, 서초)가 설치되었으며 2010년까지 25개소가 설치 될 예정이다. 시간제 보육시설 및 육아정보나눔터, 놀이시설, 어린이도서관, 교재교구 및 장난감 대여시설, 보육정보제공 및 육아상담실 등을 운영한다.

## 관련 사이트
- 서울시 여성정책담당관[깨진 링크(과거 내용 찾기)] : '여성행복프로젝트(여행프로젝트)' 대표 사이트
- 서울시여성가족재단
- 서울특별시 여성능력개발원
- 서울특별시 보육정보센터
- 서울특별시 녹색장난감도서관

## 참고 문헌
본 문서에는 서울특별시에서 지식공유 프로젝트를 통해 퍼블릭 도메인으로 공개한 저작물을 기초로 작성된 내용이 포함되어 있습니다.